# Chlorostilbon assimilis
Chlorostilbon assimilis là một loài chim trong họ Trochilidae.